# Boys for Pele
Boys for Pele – trzeci solowy album studyjny amerykańskiej piosenkarki i kompozytorki Tori Amos, pierwszy w całości przez nią wyprodukowany. Ukazał się 22 stycznia 1996 w Wielkiej Brytanii, a dzień później w Stanach Zjednoczonych.
Większa część albumu została nagrana w kościele w Delgany w hrabstwie Wicklow w Irlandii. Oprócz fortepianu, Amos zagrała na klawesynie, klawikordzie i fisharmonii, a w nagraniach wykorzystała m.in. dzwony kościelne, dudy, chór gospel i orkiestrę dętą.
Tytuł albumu można przetłumaczyć jako "Chłopcy dla Pele". Również w jednym z utworów zawartych na tej płycie, "Muhammad My Friend", znajduje się bezpośrednie nawiązanie do tej hawajskiej bogini wulkanów: "Nigdy nie widziałeś ognia, dopóki nie zobaczyłeś jak wybucha Pele" ("You've never seen fire until you've seen Pele blow."). Jednakże, na całym albumie znajdują się motywy zazwyczaj kojarzone z Pele, takie jak np. (kobiecy) ogień. Artystka twierdzi, że tytuł odnosi się do chłopców pożeranych przez Pele (składanych jej w ofierze), a także chłopców czczących tę boginię. Wewnątrz książeczki płyty znajduje się zdjęcie, na którym widnieje Tori z prosięciem ssącym jej pierś. Może to być kolejnym nawiązaniem do Pele: według wierzeń, zdarzyło się, że o względy bogini zabiegał Kamapuua – bóg-świnia. Aby pozbyć się natarczywego adoratora, Pele podstępem zwabiła go do krateru. Tę samą fotografię umieszczono na billboardach reklamujących album.
Album zadebiutował na pierwszym miejscu brytyjskiej listy przebojów i drugim amerykańskiej. Osiągnął status platynowej płyty w Stanach Zjednoczonych, na całym świecie sprzedano ponad półtora miliona jego kopii.
Dużą popularność zdobył, wydany na singlu, remiks Armanda van Heldena piosenki "Professional Widow" – "Professional Widow (Armands's Star Trunk Funkin' Mix)". Inny remiks – "Talula (The Tornado Mix)" – znalazł się na ścieżce dźwiękowej do filmu Twister. W związku z tym, na początku 1997 ukazały się nowe edycje Boys for Pele – amerykańska, w której oryginalną "Talulę" zastąpiono ww. remiksem, oraz brytyjska, w której, oprócz nowej wersji "Taluli", piosenkę "In the Springtime of His Voodoo" zastąpiono remiksem "Professional Widow (Armands's Star Trunk Funkin' Mix)".
W 1997 album został nominowany do nagród Grammy w kategorii Best Alternative Music Album.
W 2016 roku Tori wydała edycję Deluxe tej płyty,na której znalazły się nagrania ze stron B singli, 2 nagrania koncertowe, utwór "Hey Jupiter" będący w innej wersji niż ta z oryginalnej płyty,4 wcześniej niepublikowane utwory i wspomniany remiks utworu "Professional Widow".

## Lista utworów
(wszystkie piosenki autorstwa Tori Amos)
1. "Beauty Queen" / "Horses" – 6:07
2. "Blood Roses" – 3:56
3. "Father Lucifer" – 3:43
4. "Professional Widow" – 4:31
5. "Mr. Zebra" – 1:07
6. "Marianne" – 4:07
7. "Caught a Lite Sneeze" – 4:24
8. "Muhammad My Friend" – 3:48
9. "Hey Jupiter" – 5:10
10. "Way Down" – 1:13
11. "Little Amsterdam" – 4:29
12. "Talula" – 4:08
13. "Not the Red Baron" – 3:49
14. "Agent Orange" – 1:26
15. "Doughnut Song" – 4:19
16. "In the Springtime of His Voodoo" – 5:32
17. "Putting the Damage On" – 5:08
18. "Twinkle" – 3:12

### 2016 Deluxe Edition
1. "Hey Jupiter" (The Dakota version) – 6:05
2. "To The Fair Motormaids of Japan" – 4:18
3. "That's What I Like Mick (The Sandwich Song)" – 3:00
4. "The Fire-Eater's Wife/Beauty Queen" (Demo Version) – 3:15
5. "Professional Widow" (Armand's Star Trunk Funkin' Mix - Radio Edit) – 3:49
6. "Sugar" (Live) – 5:32
7. "Alamo" (Alternate Mix) – 5:12
8. "Talula" (M&M Mix) – 4:07
9. "Professional Widow" (Merry Widow Version - Live) – 4:38
10. "Frog on My Toe" – 3:45
11. "Hungarian Wedding Song" – 1:02
12. "Walk to Dublin" (Sucker Reprise) – 1:02
13. "Toodles Mr. Jim" – 3:39
14. "Sister Named Desire" – 5:32
15. "Amazing Grace/'Til The Chicken" – 6:49
16. "This Old Man" – 1:45
17. "Sucker" – 2:52
18. "Honey" (Live) – 3:46
19. "Graveyard" – 0:54
20. "London Girls" – 3:21
21. "In The Springtime of His Voodoo" (Rookery Ending) – 0:56

## Single
1. "Caught a Lite Sneeze" – styczeń 1996
2. "Talula" – marzec 1996
3. "Hey Jupiter" / "Professional Widow" – lipiec 1996
4. "Professional Widow" (remiks) – lipiec 1996
5. "In the Springtime of His Voodoo" (remiks) – wrzesień 1996

## Wideografia
- "Caught a Lite Sneeze" – Mike Liscombe, 1996
- "Talula" – Mark Kohr, 1996
- "Hey Jupiter" – Earle Sebastian, 1996, użyta wersja piosenki: Hey Jupiter Dakota Version: Radio Edit
- "Professional Widow" – 1996, kompilacja wszystkich poprzednich teledysków, wykorzystana wersja utworu to Professional Widow, Armand's Star Trunk Funkin' Mix (Radio Edit)

## Twórcy
- Tori Amos – śpiew, fortepian, klawesyn, klawikord, fisharmonia
- George Porter Jr. – gitara basowa
- Steve Caton – gitary, gitara elektryczna, gitara dwunastostrunowa, mandolina
- Alan Friedman – programowanie perkusji, efekty
- Manu Katché – bębny
- Clarence J. Johnson III – saksofon sopranowy, saksofon tenorowy
- Mino Cinelu – perkusja
- James Watson – trąbka
- Tracy Griffin – skrzydłówka
- Brian Graber – skrzydłówka
- Mark Mullins – puzon, aranżacja instrumentów dętych
- Craig Klein – suzafon
- Michael Deegan – dudy
- Bernard Quinn – dudy
- Marcel van Limbeek – dzwony kościelne
- Nancy Shanks – dodatkowy śpiew
- John Philip Shenale – aranżacje
- Scott Smalley – orkiestracja, dyrygent
- James Watson – dyrygent
- The Black Dyke Mills Band – instrumenty dęte
- The Sinfornia of London – instrumenty smyczkowe
- Chór gospel w składzie: Darryl Lewis, Mark Sterling, Marvin Sterling, Sam Berfect, Jack Trimble,
James Crawford Jr., Gus McField Jr.